# Chewingum (gruppo musicale anni 2000)
I Chewingum sono un gruppo indie pop di Senigallia. Il loro sound è una miscela di pop, hip hop, reggae, funky, samba e new wave.

## Storia
Chewingum si formano una sera nell'estate 2005 al Grinzing Bar quando Giovanni chiede a Carta di accompagnarlo al basso. A battezzarli con quel nome è La Strixya, nota drag queen milanese, presente tra il pubblico. Poco dopo entra in formazione Duscio Dj al drum programming e nel 2007 registrano con Mattia Coletti l'EP d'esordio Eppi, pubblicato da Marinaio Gaio, etichetta co-fondata da loro stessi assieme ad Above the tree, Dadamatto, Lleroy e Ogino knaus.
Nel gennaio 2008 pubblicano il primo disco La seconda cosa da andare, registrato da Davide Bombanella, già al lavoro tra gli altri con Father Murphy, Beatrice Antolini, A Classic Education, per Marinaio Gaio e Tafuzzy Records. Segue un lungo tour di un anno per quasi centocinquanta concerti, in seguito alle buone recensioni uscite per molti periodici tra cui Rumore, Blow Up, Rockerilla. A metà tour Duscio lascia la band e subentra Fabio Marconi portando un nuovo approccio, soprattutto nei live, con le sue drum machine e campionatori al posto della piastra da dj.
Aprono i concerti per Junior Boys, Bugo, Tricarico, Parenthetical Girl e suonano anche a New York allo Zebulon, al Sidewalk e al Living room.
Nel 2010 pubblicano in download gratuito l'EP Il disco si posò, a cui seguì il videoclip del singolo Tu Devi Morire, Lucignolo (regia Michele Senesi). Suonano per tutto il 2011 in Italia con una parentesi in Francia e Spagna assieme alla band sperimentale Il Moro e il quasi Biondo.
Il 29 febbraio 2012 esce il secondo album Nilo per Garrincha Dischi. Registrato nel loro studio Uruguay Supersound vide il singolo apripista Atlantic City inserito nella playlist di Radio 2. Qui il gruppo prende parte alla trasmissione Ottovolante, condotta da Dario Ballantini. Il secondo singolo Svastiche, da cui venne anche fatto un videoclip per la regia di Claudio Tacchi, viene scelto dal quotidiano La Repubblica XL per la compilation anti omofobia IndiePride. Il disco vedeva poi la collaborazione di altri artisti della scena indie marchigiana come Maria Antonietta, Dadamatto e Latootal.
In ottobre 2012 vengono invitati dalla Radio web di Radio Rai, WR8, per un concerto negli studi di Radio 2. A marzo 2013 La canzone China Metropolitana viene scelta come sigla di Demo su Radio 1 e vengono invitati dall'emittente per un concerto acustico in trasmissione. Nel dicembre 2013 termina il tour di Nilo (centodieci concerti) esclusa la parentesi estiva dove Giovanni, suo fratello Marco (dei Dadamatto) e Carta accompagnano all'organo alla batteria e al basso la cantautrice Maria Antonietta per il mini tour del singolo Animali. Ha inizio così un'importante collaborazione che prosegue per tutto il 2014 dove suonano come backing band di Maria Antonietta per il tour di Sassi, il secondo disco in italiano della cantautrice pesarese di cui Giovanni è anche co-produttore, per più di cento concerti in tutta Italia ed Europa.
Questa collaborazione prosegue anche in studio con la realizzazione dell'EP Maria Antonietta loves Chewingum, uscito per La Tempesta Dischi il 21 aprile 2015. Contenente quattro brani, completamente riarrangiati, tra cui Sassi e una cover di Fotoromanza della Nannini.
In maggio, giugno e luglio 2015 sono in tour per il Maria Antonietta loves Chewingum.

## Formazione
- Giovanni Imparato: voce, chitarra
- Carta: basso
- Fabio Marconi: drum machine, campionatore, synth, omnichord

## Discografia

### Album in studio
- 2007 – La Seconda Cosa Da Andare
- 2012 – Nilo

### EP
- 2006 – Eppì
- 2010 – Il disco si posò
- 2015 – Maria Antonietta loves Chewingum (con Maria Antonietta)

### Singoli
- 2010 – Tu Devi Morire, Lucignolo
- 2012 – Atlantic city
- 2012 – Svastiche

### Partecipazioni
- 2007 – Tafuzzy Days 2007
- 2008 – Brigadisco 1 - Poliuterano
- 2010 – Il Natale (Non) è Reale
- 2011 – Cantanovanta
- 2013 – Apocalypse wow

### Videoclip
- 2010 – Tu Devi Morire, Lucignolo, regia di Michele Senesi
- 2012 – Svastiche, regia di Claudio Tacchi